# Matka Boża z Letanías
Najświętsza Dziewica z Letanías (hiszp. Virgen de Letanías) – określenie Matki Bożej, czczonej w małej miejscowości boliwijskiej Viacha.

## Historia objawienia
Według legendy Virgen de Letanías ukazała się w XIX wieku poganiaczowi mułów wędrującemu przez góry. Zatrzymawszy się wraz ze swymi zwierzętami na nocleg, usłyszał on muzykę, bicie dzwonów i głosy recytujące litanię do Matki Bożej. Sądząc, że w pobliżu znajduje się jakaś kaplica, gdzie odbywa się święto, podążył za odgłosami, jednak zobaczył jedynie maleńką dziewczynkę, która na jego widok ukryła się pod kamieniem. Przekonany o nadprzyrodzonym charakterze zjawiska, przeszukał to miejsce, znajdując kamienną figurkę, którą zabrał do La Paz, gdzie pobłogosławił ją biskup. Od czasu przygody mulnika góra nosi nazwę Cerro de Letanías, czyli Góra Litanii. W 1844 r. została tam zbudowana kaplica, a nieco później także droga krzyżowa. Sanktuarium znajduje się na wysokości 4200 m n.p.m. i jest jedną z głównych atrakcji turystycznych miasta Viacha. Z powodów bezpieczeństwa figurkę przeniesiono z czasem do kościoła pod wezwaniem św. Augustyna w Viacha, a w kaplicy umieszczono jej kopię. Prawdziwa figurka przenoszona jest do sanktuarium w czasie Wielkiego Tygodnia oraz 13 lipca, kiedy przypada główne święto Matki Bożej z Letanías.
Według innej wersji, Matka Boża objawiła się małej pasterce, zagrożonej przez jadowite węże. Kiedy dziewczynka w strachu zawołała matkę, pojawiła się świetlista postać, ratując ją z opresji. W miejscu, skąd wydobywało się światło, został odkryty cudowny wizerunek.
Figurka, która mierzy zaledwie 19,5 mm, przedstawia Matkę Bożą trzymającą Dzieciątko w ramionach. W czasie świąt, gdy wierni mogą się zbliżyć się do wizerunku, często używają oni lupy, by dostrzec wszystkie szczegóły. Mieszkańcy Viacha w 2008 r. rozpoczęli kampanię na rzecz umieszczenia go w Księdze Rekordów Guinnessa jako najmniejszej cudownej figurki Dziewicy Maryi na świecie.